# Marshall Meyer
Marshall Theodore Meyer (Brooklyn, Nueva York, 25 de marzo de 1930 - Nueva York, 29 de diciembre de 1993) fue un rabino conservador estadounidense y un reconocido activista internacional de los derechos humanos.
Nació en Brooklyn, Nueva York y se crio en Norwich, Connecticut.
Vivió veinticinco años en la Argentina, en donde creó el Seminario Rabínico conservador más importante de Latinoamérica, del cual salen los principales rabinos conservadores de toda la región. Fue el líder de la transformación cultural más importante de la judería latinoamericana del siglo XX y fundó más de veinte comunidades judías en la Argentina. Cuando volvió la vida democrática formó parte de la Comisión Nacional sobre la Desaparición de Personas.
Denunció fuertemente la administración de Ronald Reagan por sostener las dictaduras latinoamericanas.
Su nombre aparece en la lista de «Quién es quién» del «Dictionary of International Biography». Años después de su muerte, fue uno de los homenajeados por la presidenta Cristina Fernández de Kirchner cuando honró a quienes lucharon por el restablecimiento de la democracia.

## Biografía
Meyer nació en Flatbush, un barrio de Brooklyn. Sus abuelos maternos llegaron desde Odesa a los Estados Unidos en 1888. Fue el tercer hijo del matrimonio conformado por Anita e Isaac Meyer. Fue a la Norwich Free Academy en la secundaria. 
Su cuñado Karl Meyers, era el director del Teatro de Opera Königsberg en Alemania.
Meyer cursó sus estudios en la Universidad de Darmouth graduándose en 1952. Posteriormente ingresó en la escuela rabínica , donde recibió su ordenación rabínica el año 1958. Finalmente, recibió su doctorado en filosofía de la religión en la Universidad de Columbia y en el Union Theological Seminary.

## Su paso por Argentina
En 1935 el rabino Schlessinger afilió la Sinagoga de la Congregación Israelita Argentina al Movimiento Conservador de Estados Unidos y en 1958 le pídió a Abraham J. Heschel que enviara algún rabino asistente para la juventud de la Sinagoga de la Congregación Israelita Argentina. El elegido fue Marshall Meyer, un joven rabino cuya llegada marcó el inicio de una nueva y vibrante etapa en la vida comunitaria judía de Argentina.
Después de su orden en 1958, viajó a la Argentina, contratado por dos años. Arribó el 5 de agosto de 1959 con su joven esposa Naomi. Permaneció en el país por espacio de 25 años.
Primero fue rabino auxiliar en la «Congregación Israelita de la República la Argentina» en Buenos Aires. 
Su carácter carismático lo convirtió inmediatamente en una figura importante en la comunidad judía argentina. 
Marshall Meyer venía con ideas innovadoras y revolucionarias. Las modernas concepciones de este joven rabino no cayeron muy bien entre algunos dirigentes de mayor edad por lo que, después de muchas discusiones, decidió, junto a un grupo de feligreses que lo seguían, fundar una nueva comunidad.
Es así como nació la Comunidad Bet El.
En el año 1961, fundó la revista Majshavot (Pensamientos).
En abril de 1962 fundó el Seminario Rabínico Latinoamericano, que funcionó dentro de la Congregación Israelita de la República Argentina hasta que Meyer se distanció de la CIRA por discrepancias con la ortodoxia y el seminario quedó inaugurado oficialmente el 2 de agosto de 1964 fuera de la CIRA. En 1967 fundó el ISER, Instituto Superior de Estudios Religiosos, un espacio interconfesional de diálogo sobre temas religiosos, culturales y sociales./
En la década del 70 Marshall Meyer criticaba el estado de culto y opinaba que la religión judía se estaba convirtiendo en una reliquia. Decía que las sinagogas estaban vacías porque era aburridas, porque sus ritos eran incomprensibles y no se podía encontrar en ellas un ambiente que condujera a los hombres y mujeres judíos a la plegaria y a la meditación. 
Marshall Meyer creía que los fieles entraban en una sinagoga en busca de significado, sensibilidad y respuestas que no encontraban en ese momento en los púlpitos por lo que frecuentemente se iban con el corazón vacío. Estaba convencido de que el problema era de la sinagoga como institución, que estaba en un triste estado de decadencia por su incapacidad de enfocar los problemas reales de la existencia del hombre moderno, y no de la superficialidad de los judíos.
Para él el judaísmo no era ajeno a la afirmación y la celebración tanto del cuerpo como del alma. Decía que el destino del ser humano es ayudar y servir a sus pares. Criticaba la indiferencia emocional de sus contemporáneos ante el sufrimiento ajeno.
Gran amante del arte, le gustaba mucho la literatura y la música, en especial la ópera, fue el primero en introducir nuevas tecnologías incluyendo música con instrumentos en los servicios de la sinagoga. Sus servicios se llenaban de feligreses esperanzados en escuchar sus famosas prédicas, en las cuales siempre exigía a los presentes compromiso y responsabilidad social en sus actos pues, decía, la responsabilidad implica libertad. Sus servicios religiosos de shabbat, los viernes por la tarde se convirtieron en los más concurridos y, después de ellos, se tomaba un tiempo para escuchar lo que le contaban los familiares de desaparecidos.
Marshall Meyer defendía el hecho de que las mujeres se sentaran durante los servicios al lado de los varones y que se permitiera a las mujeres ser ordenadas rabinas. Fundó el Seminario Rabínico Latinoamericano, una escuela rabínica que pronto se convirtió en el centro del judaísmo conservador en América Latina. En ella se ordenaron docenas de rabinos de habla hispana que servirían a comunidades de América Latina y el resto del mundo. Desde su creación hasta 2009, 83 rabinos, entre los cuales se incluyen ocho mujeres, fueron ordenados por el seminario, rabinos y rabinas que trabajan distintas en comunidades de Argentina, Uruguay, Chile, Perú, Brasil, Colombia, Puerto Rico, Venezuela, México, Paraguay, Bolivia, República Dominicana, El Salvador y los Estados Unidos. Actualmente se llama Seminario Rabino Marshall T. Meyer. Allí fue el rector desde su fundación hasta 1984. Enseñaba teología, filosofía, psiquiatría pastoral y midrash.

### Su lucha por los Derechos Humanos y contra la dictadura

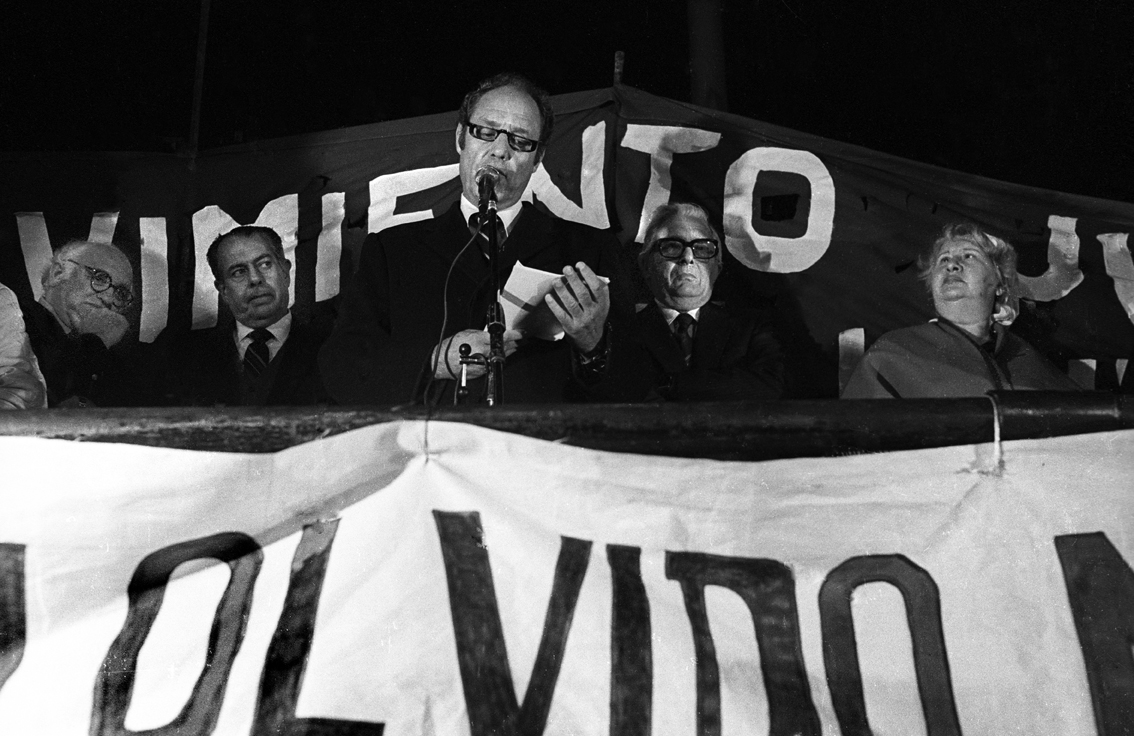
Jacobo Timmerman, Alfredo Bravo, Marshall Meyer y Renée Epelbaum el 25 de abril de 1984, en un acto frente al Obelisco por el aniversario del levantamiento de los guetos contra la barbarie nazi, convocado por el Movimiento Judío por los Derechos Humanos.

Marshall T. Meyer fue miembro de la Asamblea Permanente por los Derechos Humanos y cofundador junto al periodista Herman Schiller del Movimiento Judío por los Derechos Humanos. Durante los años de la dictadura militar de 1976-1983 se convirtió en fuerte crítico del gobierno militar y de sus violaciones de los derechos humanos.
Trabajó arduamente para salvar vidas de centenares de personas que eran perseguidas por el régimen y visitó a los presos en las cárceles, entre ellos el renombrado periodista Jacobo Timerman, quien le dedicó su libro «Preso sin nombre, celda sin número» al rabino, que «tanto consuelo ha traído a los presos judíos, cristianos y ateos».
El Seminario Rabínico Latinoamericano se transformó en un lugar donde se convocaban familiares para realizar habeas corpus colectivos.
Como militante, es considerado un emblema de la lucha contra la dictadura al continuar el trabajo de defensa de los derechos humanos comenzado por el rabino argentino Roberto Graetz, uno de los fundadores de la Asamblea Permanente por los Derechos Humanos.
En 1981, el Seminario Judío Teológico de Nueva York lo distinguió con el título de doctor honoris causa en Teología Sagrada.
En 1983, la Universidad de Darmouth lo distinguió con el título de doctor honoris causa en Humanidades. Ese mismo año, cuando la democracia volvió a la Argentina, el presidente electo, Raúl Alfonsín, reconoció el trabajo del rabino Meyer concediéndole la decoración más alta que la Argentina entrega a un extranjero, la Orden del Libertador San Martín. 
En 1984 fue el único miembro extranjero de la Comisión Nacional sobre la Desaparición de Personas, formada para investigar los crímenes de la dictadura, siendo su informe final, el documento Nunca Más. Fue idea de Marshall Meyer ponerle el título de «Nunca Más» al informe final debido a que era el lema utilizado originalmente por los sobrevivientes del Gueto de Varsovia para repudiar las atrocidades nazis.
Durante sus 25 años en Buenos Aires, editó y publicó más de 70 volúmenes en español, incluyendo toda la obra de su maestro, el rabino  Abraham Joshua Heschel.

## Regreso a Estados Unidos
El rabino Meyer regresó a su país en 1984 para enseñar en la Universidad de Judaísmo en Los Ángeles en la cual fue el vicepresidente.
Fue Director de la Oficina latinoamericana del Consejo Mundial de Sinagogas (World Council of Sinagogues).
Luego aceptó la posición del rabino en la Congregación Bnai Jeshurun en la ciudad de Nueva York, la segunda sinagoga asquenazí más antigua de la ciudad, con la misión de restablecer a la congregación. Allí fundó un refugio para personas en situación de calle y ofrecía comida a pacientes con VIH.
En 1984 dirigió la «Misión de estudio de los derechos humanos» en Nicaragua.
En 1985 la «New Jewish Agenda» le otorgó el Premio «People of the Book Humans Rights Award» por su infatigable defensa de los derechos humanos.
Era amigo de Harvey Cox, Elie Wiesel y William Sloan Coffin.
Entre 1984 y 1993, se convirtió en el líder espiritual de la congregación Bnai Jeshurun en la ciudad de Nueva York, a la cual concurrían Samuel G. Freedman, Richard Bernstein y Jan Hoffman, miembros del The New York Times, convirtiéndola en la sinagoga con mayor crecimiento en los Estados Unidos gracias a su carisma y su trabajo. 
Una sinagoga que recibió bien a la comunidad liberal próspera y que atrajo a millares de judíos. La teología desafiante expuesta por el Rabino Meyer, durante los servicios religiosos, una agenda que acentuó la acción social como parte central de los principios de la sinagoga, trabajo ecuménico con clero cristiano y musulmán y un papel preponderante en el proceso de paz del conflicto árabe-israelí, condujeron al rápido crecimiento de la congregación, que hizo un modelo para muchas otras sinagogas en los Estados Unidos.
Casado con Naomi Meyer, tenía el rabino Meyer tres hijos: Anita, Dodi y Gabriel. Murió el 29 de diciembre de 1993 de cáncer, y fue enterrado en el cementerio de la sinagoga de su ciudad natal en Norwich, Connecticut.
La noticia de su muerte apareció en el The New York Times.
En su honor se publicó el libro «You are my witness: The Living Words of Rabbi Marshall Meyer».
Un año después de su muerte, el Seminario Rabínico Latinoamericano que él fundó y dirigió por más de 25 años pasó a llevar su nombre.
En su honor, se entrega el Premio Rabbi Marshall T Meyer Risk Taker Awards en Estados Unidos.
En 2013 fue nombrado Personalidad Destacada por el Honorable Concejo Deliberante de Bahía Blanca.